# Svarthausane
Svarthausane är en kulle i Antarktis. Den ligger i Östantarktis. Norge gör anspråk på området. Toppen på Svarthausane är 1 984 meter över havet.
Terrängen runt Svarthausane är huvudsakligen kuperad, men åt nordost är den platt. Terrängen runt Svarthausane sluttar norrut. Trakten är obefolkad. Det finns inga samhällen i närheten. 